# Peter Cushing
Peter Wilton Cushing, OBE (26. května 1913 Kenley – 11. srpna 1994 Canterbury) byl britský herec. Široké veřejnosti se vryl do povědomí především na konci 50. let, kdy hrál v řadě hororů, především v rolích vědce, lékaře nebo detektiva.

## Životopis
Narodil se Nellii Kingové a Georgemu Cushingovi a vyrůstal v Kenley, nedaleko Londýna. Krátce pracoval jako zeměměřič, poté obdržel stipendium na Guildhall School of Music and Drama. V roce 1939 odjel do Hollywoodu, kde hrál v několika filmech, např. Laurel a Hardy studují (1940) po boku Laurela a Hardyho. Svoji první hlavní filmovou roli si zahrál ve filmu Hamlet jako Osric. Roku 1943 se oženil s herečkou Helen Beck.
V roce 1950 pracoval pro televizi, kde se proslavil svou rolí jako Winston Smith v televizní adaptaci románu Georgeho Orwella 1984. Kromě toho účinkoval pro televizi BBC v seriálu Pride and Prejudice (1952) a Richard of Bordeaux (1955).
Světově známým se stal zejména díky své roli profesora Van Helsinga v Draculovi režiséra Terence Fishera. V roce 1957 podepsal smlouvu s filmovým studiem Hammer Film Productions a pod jeho taktovkou hrál Dr. Frankensteina a Sherlocka Holmese (v Psu baskervillském (1959)). Dvakrát si zahrál tajemného Doctora ve filmech inspirovaných sci-fi seriálem Pán času (v originálním seriálu hrál v té době Doctora William Hartnell), v dílech Dr. Who and the Daleks (1965) a Daleks – Invasion Earth 2150 AD (1966). Po úspěchu Psa baskervillského mu v roce 1966 společnost BBC nabídla možnost zahrát si v 16dílném seriálu Sherlock Holmes, kde vystupoval v hlavní roli detektiva. Jako Holmes se v televizi naposled objevil ve filmu Maska smrti (1984).
Z jeho dalších známých rolí byl později velkomoff Tarkin ve filmu Star Wars: Epizoda IV – Nová naděje, v prvním díle Star Wars režiséra Georgeho Lucase.
Roku 1989 byl za své zásluhy ve Velké Británii a takřka celém světě oceněn Řádem britského impéria.
Zemřel 11. srpna 1994 ve věku 81 let na rakovinu prostaty.

## Filmografie
- Biggles (1986)
- Helen Keller: The Miracle Continues (TV film) (1984)
- Maska smrti (TV film) (1984)
- Přísně tajné! (1984)
- House of the Long Shadows (1983)
- Sword of the Valiant: The Legend of Sir Gawain and the Green Knight (1982)
- Asalto al casino (1981)
- Tajemství ostrova příšer (1981)
- Hammer House of Horror (TV seriál) (1980)
- A Tale of Two Cities (TV film) (1980)
- Arabské dobrodružství (1979)
- A Touch of the Sun (1979)
- Son of Hitler (1978)
- Shock Waves (1977)
- Die Standarte (1977)
- Star Wars: Epizoda IV – Nová naděje (1977)
- The Uncanny (1977)
- At the Earth's Core (1976)
- The Great Houdini (TV film) (1976)
- Land of the Minotaur (1976)
- Trial by Combat (1976)
- The Ghoul (1975)
- Legend of the Werewolf (1975)
- The Beast Must Die (1974)
- Frankenstein and the Monster from Hell (1974)
- The Legend of the 7 Golden Vampires (1974)
- Madhouse (1974)
- Shatter (1974)
- Tendre Dracula (1974)
- And Now the Screaming Starts! (1973)
- The Creeping Flesh (1973)
- Great Mysteries (TV seriál) (1973)
- The Satanic Rites of Dracula (1973)
- Ze záhrobí (1973)
- Asylum (1972)
- Beyond the Water's Edge (TV film) (1972)
- Drákula roku 72´ (1972)
- Expres hrůzy (1972)
- Fear in the Night (1972)
- Incense for the Damned (1972)
- Nothing But the Night (1972)
- Tales from the Crypt (1972)
- Znovuzrození Dr. Phibese (1972)
- Dcery zla (1971)
- The House That Dripped Blood (1971)
- I, Monster (1971)
- Ještě jednou (1971)
- Krvežízniví milenci (1970)
- Scream and Scream Again (1970)
- Frankenstein Must Be Destroyed (1969)
- The Blood Beast Terror (1968)
- Corruption (1968)
- Frankenstein Created Woman (1967)
- The Mummy's Shroud (1967)
- Night of the Big Heat (1967)
- Some May Live (TV film) (1967)
- Torture Garden (1967)
- Daleks' Invasion Earth: 2150 A.D. (1966)
- Island of Terror (1966)
- Dr. Terror's House of Horrors (1965)
- Dr. Who and the Daleks (1965)
- Monica (TV film) (1965)
- Ona (1965)
- Sherlock Holmes (TV seriál) (1965)
- The Skull (1965)
- The Caves of Steel (TV film) (1964)
- Frankensteinovo zlo (1964)
- The Gorgon (1964)
- The Plan (TV film) (1963)
- The Spread of the Eagle (TV seriál) (1963)
- Captain Clegg (1962)
- The Devil's Agent (1962)
- The Man Who Finally Died (1962)
- Peace with Terror (TV film) (1962)
- Cash on Demand (1961)
- Fury at Smugglers' Bay (1961)
- The Naked Edge (1961)
- Cone of Silence (1960)
- Draculovy nevěsty (1960)
- The Hellfire Club (1960)
- Suspect (1960)
- Sword of Sherwood Forest (1960)
- The Flesh and the Fiends (1959)
- John Paul Jones (1959)
- The Mummy (1959)
- Dracula (1958)
- Frankensteinova pomsta (1958)
- Pes Baskervillský (1958)
- Uncle Harry (TV film) (1958)
- Violent Playground (1958)
- Winslow Boy (TV film) (1958)
- The Abominable Snowman (1957)
- The Curse of Frankenstein (1957)
- Gaslight (TV film) (1957)
- Home at Seven (TV film) (1957)
- Nemilosrdný čas (1957)
- Alexandr Veliký (1956)
- Magic Fire (1956)
- The Browning Version (TV film) (1955)
- The Creature (TV film) (1955)
- The End of the Affair (1955)
- The Moment of Truth (TV film) (1955)
- Richard of Bordeaux (TV film) (1955)
- The Black Knight (1954)
- The Face of Love (TV film) (1954)
- Tovarich (TV film) (1954)
- 1984 (TV film) (1954)
- Anastasia (TV film) (1953)
- Epitaph for a Spy (TV seriál) (1953)
- The Noble Spaniard (TV film) (1953)
- Number Three (TV film) (1953)
- Portrait by Peko (TV film) (1953)
- The Road (TV film) (1953)
- Rookery Nook (TV film) (1953)
- A Social Success (TV film) (1953)
- Bird in Hand (TV film) (1952)
- If This Be Error (TV film) (1952)
- Moulin Rouge (1952)
- Pride and Prejudice (TV seriál) (1952)
- The Silver Swan (TV film) (1952)
- Eden End (TV film) (1951)
- When We Are Married (TV film) (1951)
- BBC Sunday Night Theatre (TV seriál) (1950)
- Hamlet (1948)
- Return From Nowhere (1944)
- The Woman in the House (1942)
- They Dare Not Love (1941)
- Dreams (1940)
- The Hidden Master (1940)
- The Howards of Virginia (1940)
- Laddie (1940)
- Laurel a Hardy studují (1940)
- Vigil in the Night (1940)
- Women in War (1940)
- The Man in the Iron Mask (1939)